# Polsk-ryska kriget 1632–1634

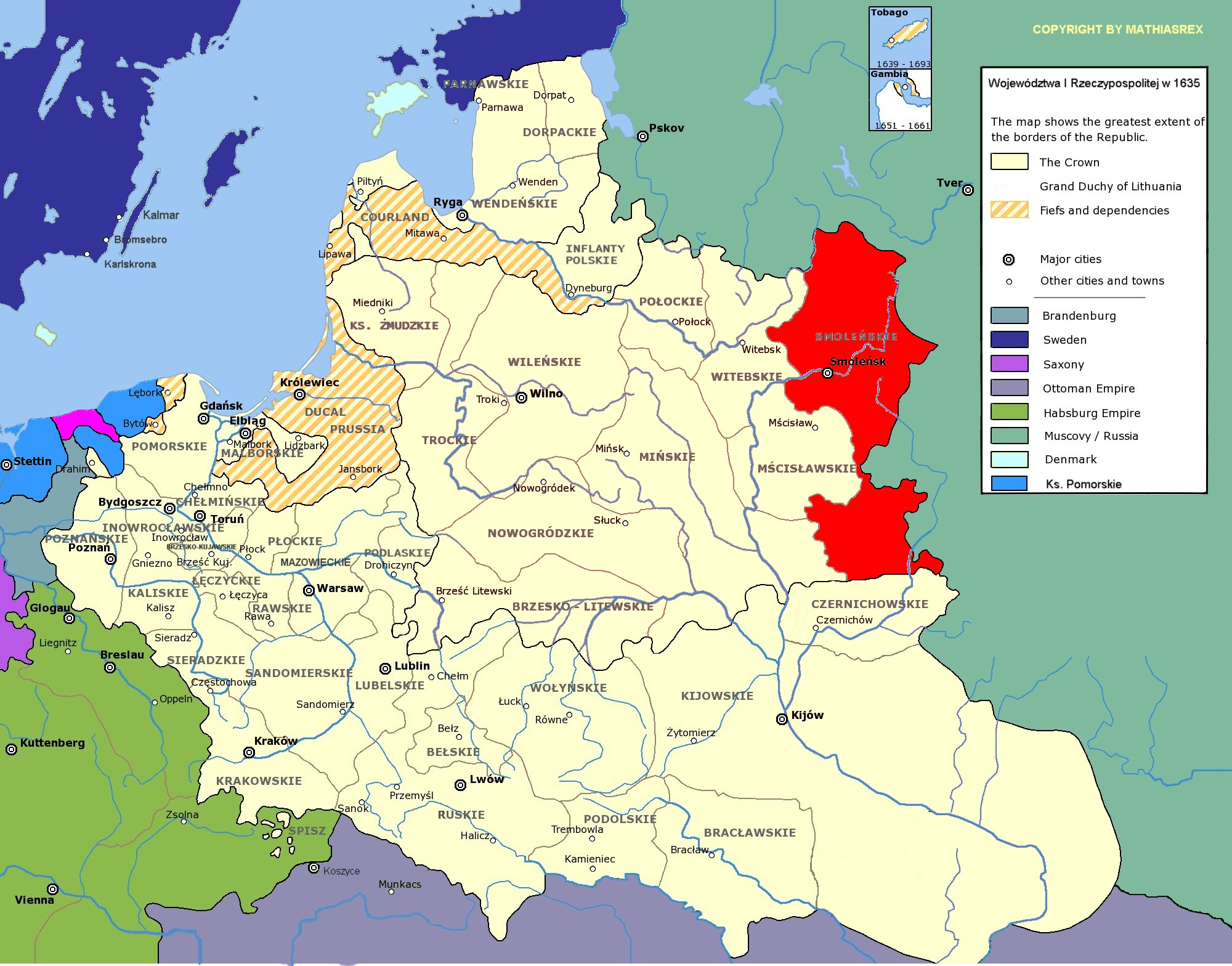
Kartan visar det omstridda området under Smolenskkriget 1632-1634 mellan Ryssland och Polen

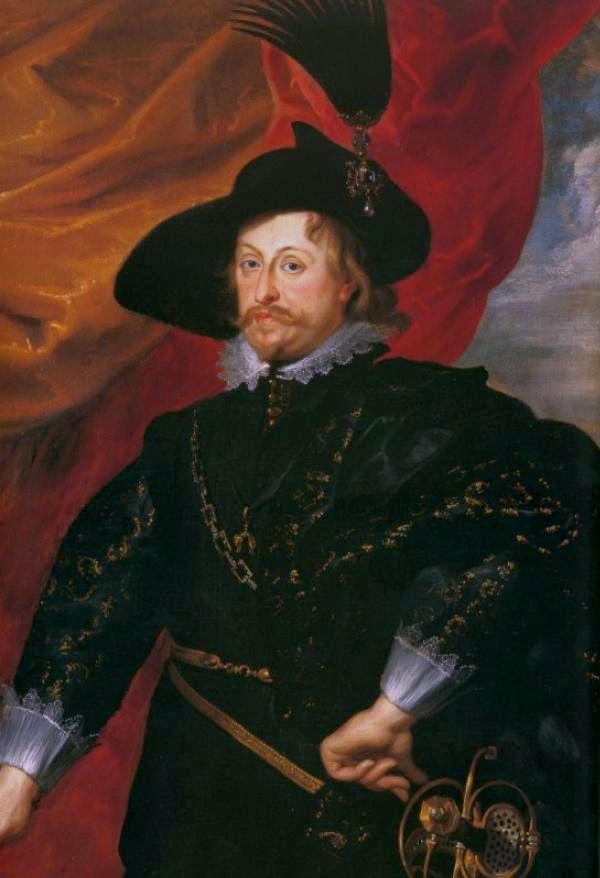
Vladislav IV, kung av Polen porträtterad av Rubens.

Polsk-ryska kriget 1632-1634 även kallat Smolenskkriget (ryska Смоленская война, polska Wojna smoleńska) var ett krig mellan Ryssland och Polen som gällde staden Smolensk med intilliggande områden, vilka hade erövrats av Polsk-litauiska samväldet (Rzeczpospolita) under interventionen i början av 1600-talet under stora oredans tid i Ryssland.
Kriget inleddes under en period då samväldet inte hade någon kung. Efter Sigismund III:s död 1632 hade inte hans son Vladislav IV ännu hunnit installera sig på tronen, och i Moskva fann man att tillfället var gynnsamt för en revansch. I Europa härjade det Trettioåriga kriget för fullt. Polen ingick i en koalition av katolska stater under habsburgarnas ledning. I denna situation blev Rysslands naturliga bundsförvant det protestantiska Sverige. Rysslands inträde i kriget eliminerade risken för Sverige (som då var involverat i striderna i Tyskland) om ett möjligt tvåfrontskrig. Ett mer varaktigt förbund mellan länderna gick dock om intet i och med Gustav II Adolfs död 1632. Ryssland gick in i kriget ensamt.

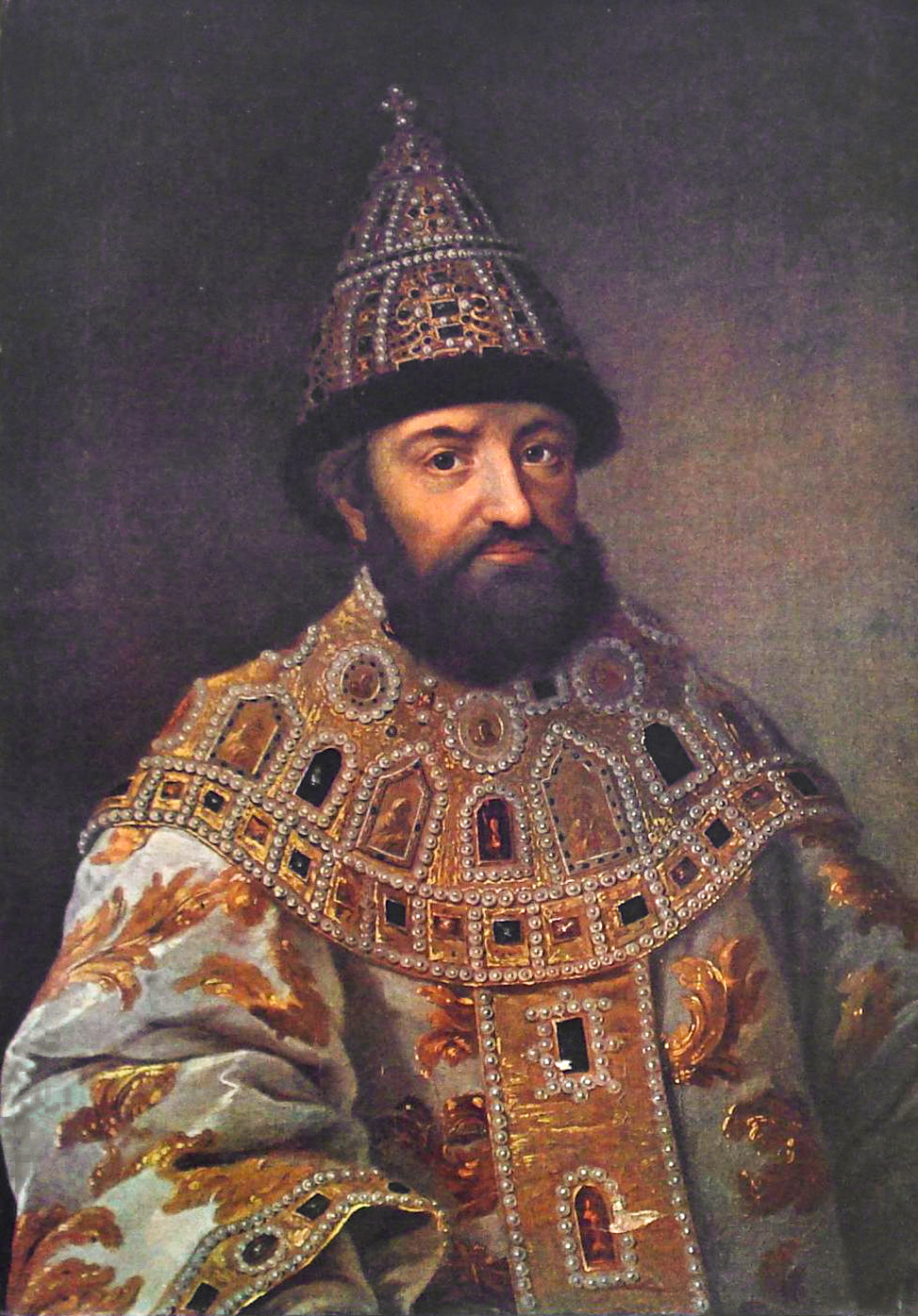
Rysslands tsar Michail Fjodorovitj Romanov (1596-1645), regerade i Ryssland mellan 1613 och 1645.

I juni 1632 avlöpte tiden för stilleståndet i Deulino (pol. Dywilino) och i oktober utgick 34 500 soldater under bojaren Michail Sjeins ledning mot Smolensk. Hjälptrupperna kom i besittning av små fästningar i trakten av staden, bland annat Belaja (Newel), Serpejsk och Starodub. Men det befästa Smolensk lyckades man inte inta på en gång, och i december 1632 belägrades staden av den ryska armén. På våren 1633 hade belägringsartilleri dragits fram till stadens murar. Efter en långvarig belägring stormade ryssarna staden vid två tillfällen, men blev båda gångerna tillbakaslagna med stora förluster.

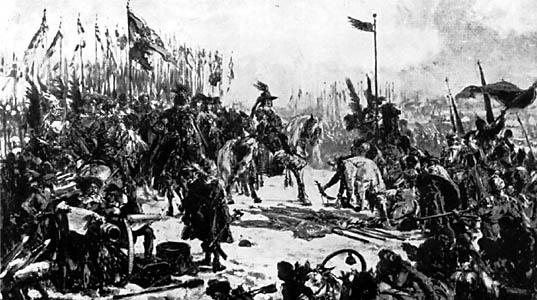
Kung Vladislav IV Vasa vid Smolensk. Målning av Jan Matejko.

I september 1633 anlände den nye polske kungen Vladislav IV, som hade bestigit Polens tron, med en armé på 15 000 man. 3 oktober 1633 lyckades han bryta blockaden och omringade den ryska armén under Michail Sjeins ledning. Många ryska adelsmän och legoknektar i den ryska armén vägrade utstå en lång belägring och lämnade undan för undan det ryska lägret. 1 mars 1634 kapitulerade Sjein. De flesta av legoknektarna gick över i polsk tjänst, medan Sjein med 8 000 man fick återvända till Moskva. Han fick dock lämna allt sitt artilleri och allt som fanns i det ryska lägret till polackerna. I Moskva blev han anklagad för förräderi och avrättad.
Polen lyckades dock inte utveckla sina framgångar. Mot dem på vägen mot Moskva stod en 10 000 man stark rysk här under ledning av furstarna Dmitrij Tjerkasskij och Dmitrij Pozjarskij. I juni 1634 slöts en "evig fred" vid floden Poljanovka mellan Ryssland och Polen, vilken bekräftade de tidigare gränserna (som hade slagits fast genom stilleståndet i Deulino) med undantag för staden Serpejsk som återgick till Ryssland. Enligt avtalet avtod Vladislav IV från sina anspråk på den ryska tronen, anspråk som Polen hade haft gentemot Ryssland sedan den Stora oredan tid.